# Kniphofia gracilis
Kniphofia gracilis là một loài thực vật có hoa trong họ Thích diệp thụ. Loài này được Harv. ex Baker miêu tả khoa học đầu tiên năm 1870.